# 谢布尔
谢布尔（法語：Chexbres）是瑞士联邦西部法语区的沃州下设的一个镇。在行政上属于拉沃-奥龙区管辖。谢布尔的总面积为2.14平方公里。截至2010年底，总人口为2,071。

## 地理
谢布尔位于莱芒湖东北岸。